# 앵글로색슨인의 브리타니아 정착
앵글로색슨인의 브리타니아 정착은 오늘날의 잉글랜드 지역의 언어와 문화를 로만 브리튼에서 게르만으로 바꿔놓은 과정이다. 브리타니아의 게르만어파 언어 구사자들은 다양한 출신성분을 가지고 있었으나 결국에는 앵글로색슨인이라는 단일 문화정체성을 발달시키게 된다. 이 과정은 로마의 브리타니아 포기가 이루어진 410년 이후, 5세기 중반에서 7세기 초반에 걸쳐 진행되었다. 앵글로색슨인의 정착이 이루어진 뒤 브리타니아의 남부 및 동부에는 앵글로색슨계 왕국들이 세워졌으며, 이 땅이 오늘날의 잉글랜드의 전신이 된다.
앵글로색슨인의 브리타니아 정착이 이루어진 당대의 기록은 매우 빈약하며, 그렇기에 고고학적 증거나 유전학적 정보를 증거로 삼게 된다. 기록 자체가 매우 적지만서도 그나마 있는 기록들에서는 원주민들과 도래자들 사이에 폭력과 파괴, 학살이 있었던 끝에 원주민인 로만 브리튼인들이 도망쳤다고 되어 있다. 또 켈트어가 앵글로색슨어(고대 영어)에 미친 영향은 극히 미미했다고 오랫동안 여겨져 왔다. 이 관점은 12세기 후반까지의 많은 역사학자들에게 받아들여져 왔다. 이 관점에 따르면 다양한 게르만계 민족들의 거대한 침공이 있었으며, 그 결과 잉글랜드의 원주민들은 거의 청소되었다. 이 "전통적" 관점이 맞다면 잉글랜드인의 유전자는 게르만계 이주자들의 유전자 비율이 압도적일 것이다.
한편 오늘날 널리 받아들여지는 관점에서는 게르만족들이 엘리트 전사들을 중심으로 상대적으로 적은 수만 이주해 왔다고 보고 있다. 이후 문화변용의 과정에서 게르만 언어와 문화가 지배적 위치를 점하게 되었다는 것이다. 고고학자들이 발굴한 정착지 유물에서는 이전 로만 브리튼 문화와 확연히 구분되기는 하지만 그렇다고 완전한 단절도 이루어지지 않는데, 이 설을 뒷받침하는 증거라 할 것이다. 이 설이 맞다면 잉글랜드인의 유전자에는 원주민인 로만 브리튼인의 유전자가 상당히 남아있을 것이다. 유전학적 연구는 아직 결정적이지 않지만 대체로 이 설을 지지하는 추세다.